# Letnie Igrzyska Paraolimpijskie 1976
V Letnie Igrzyska Paraolimpijskie odbyły się w dniach 3 - 11 sierpnia w Toronto. Na igrzyskach startowały 32 państwa. Zostało rozegranych 447 konkurencji w 13 dyscyplinach. Igrzyska otworzył gubernator generalny Kanady Kevin Cheuk. Głównymi stadionami igrzysk były Woodbine Racetrack i Centennial Park Stadium.

## Dyscypliny
- łucznictwo
- lekkoatletyka
- strzelanie z łuku rzutkami
- goalball
- bowls
- strzelectwo
- snooker
- pływanie
- tenis stołowy
- siatkówka
- podnoszenie ciężarów
- koszykówka na wózkach
- szermierka na wózkach

## Tabela medalowa
| Klasyfikacja medalowa |                   |       |        |      |       |
| Lp.                   | Państwo           | złoto | srebro | brąz | razem |
| 1                     | Stany Zjednoczone | 66    | 448    | 45   | 155   |
| 2                     | Holandia          | 45    | 25     | 14   | 84    |
| 3                     | Izrael            | 40    | 13     | 16   | 69    |
| 4                     | Niemcy            | 37    | 34     | 26   | 97    |
| 5                     | Wielka Brytania   | 29    | 29     | 36   | 94    |
| 6                     | Kanada            | 25    | 26     | 26   | 77    |
| 7                     | Polska            | 24    | 18     | 12   | 54    |
| 8                     | Francja           | 23    | 21     | 14   | 58    |
| 9                     | Szwecja           | 22    | 27     | 24   | 73    |
| 10                    | Austria           | 17    | 17     | 17   | 50    |